# Sepp Schauer
Sepp Schauer (ur. 5 lipca 1949 w Monachium) – niemiecki aktor teatralny, filmowy i telewizyjny.
W Polsce jest przede wszystkim znany z roli Alfinsa Sonnbichlera w serialu Burza uczuć.

## Filmografia

### Telewizja
- 1982: Monaco Franze
- 1985–1986: Irgendwie und Sowieso
- 1986: Zur Freiheit
- 1986: Didi auf vollen Touren
- 1991: Wildfeuer
- 1991: Die Löwengrube
- 1992: Tatort – Kainsmale
- 1993–1997: Wildbach
- 1994: Drei Tage im April
- 1997: Tatort
- 1997: Mali
- 1997/2005: Weißblaue Wintergeschichten
- 1998: Lychees weiß blau
- 1998: Forsthaus Falkenau
- 2000: Medicopter 117
- 2000: Hinterlassenschaften
- 2001: Der Tanz mit dem Teufel – Die Entführung des Richard Oetker
- 2001: Die Manns – Ein Jahrhundertroman
- 2001: Tatort – Und dahinter liegt New York
- 2003–2005: München 7
- 2004: Forsthaus Falkenau – Giftmüll
- od 2005: Burza uczuć
- 2006: Komödienstadel: Die Maibaumwache
- 2006: Plötzlich Opa
- 2006: Das Weihnachts-Ekel
- 2008: Der Alte – Ein Mörder in unserem Dorf
- 2009: Utta Danella – Der Verlobte meiner besten Freundin
- 2009: Badewanne zum Glück
- 2009: Tatort – Wir sind die Guten
- 2012: Utta Danella – Prager Geheimnis
- 2013: Die Rosenheim-Cops
- 2013: Die Gruberin
- 2014: Utta Danella – Von Kerlen und Kühen

### Kino
- 1983: Die unglaublichen Abenteuer des Guru Jakob
- 1990: Abrahams Gold
- 1991: Manta Manta
- 2001: Die Scheinheiligen
- 2006: Wer früher stirbt ist länger tot
- 2008: Räuber Kneißl